# Lauren Bosworth
Lauren Ogilvie Bosworth (często po prostu Lo) (ur. 29 września 1986) – amerykańska osobowość telewizyjna, znana polskim widzom z serii programów Laguna Beach, który tworzyła razem ze swoją przyjaciółką Lauren Conrad. 

## Życiorys
Bosworth urodziła się w Laguna Beach w Kalifornii. Jest córką Richarda i Ellen Bosworth. Ma starszą siostrę Erin (1983) i młodszego brata Christiana (1990). Bosworth jest absolwentką Uniwersytetu Kalifornijskiego w Los Angeles.

## Kariera
Lauren Bosworth pojawiła się u boku najlepszych przyjaciół: Lauren Conrad, Stephena Coletti i Kristin Cavallari w programie MTV Laguna Beach. Występuje również gościnnie w reality show Wzgórza Hollywood (The Hills).